# Halmaheramys
Halmaheramys és un gènere de rosegadors de la família dels múrids. Viuen a l'arxipèlag de les Moluques (Indonèsia). Les espècies d'aquest grup són murins de mida mitjana, amb el pelatge dorsal bast, espès i de color marró fosc. El pelatge ventral és de color gris blanquinós. El nom genèric Halmaheramys significa ‘ratolí de Halmahera’ en llatí, en referència a l'illa que habita l'espècie tipus H. bokimekot.
Les espècies H. bellwoodi i H. funderus es coneixen únicament a partir de material subfòssil des del Plistocè superior fins a l'Holocè mitjà, però no es pot descartar que encara perdurin.